# 佐土原藩
佐土原藩（日语：／ Sadowara-han */?）是日本日向國那珂郡佐土原的藩，慶長8年10月18日（1603年11月20日）創藩，明治4年7月14日（1871年8月29日）廢藩，原本是薩摩藩的一部分，石高在高峰期達30,070石，明治初年的實高是27,070石，藩廳是佐土原城，藩校創建於文政8年9月22日（1825年11月2日），分別稱為學習館和鄉學所。人口在明治2年（1869年）時是6,025戶19,444人。江戶藩邸方面，上屋敷位於芝三田小山，中屋敷位於芝新堀，下屋敷位於芝白銀。藏屋敷則位於土佐堀和肥後町。

## 歷史
天正5年（1577年），島津義久擊敗伊東氏後，讓其弟島津家久入主佐土原。天正15年（1587年）5月，家久在豐臣秀吉主導的九州國分中獲安堵的領地，不過在同年6月5日（7月10日）死去後便由其子島津豐久繼承。慶長5年9月15日（1600年10月21日），豐久在關原之戰中戰死，佐土原28,600石變成幕府領，由庄田安信擔任代官。
慶長8年10月18日（1603年11月20日），島津義久的堂弟島津以久從大隅國垂水入主佐土原。慶長15年4月9日（1610年5月31日），以久之子島津忠興繼位，他先後參戰大坂冬之陣和大坂夏之陣。元和3年（1617年），實施檢地，根據朱印狀記載，石高是30,070石左右，涵蓋那珂郡12,211石以及兒湯郡17,859石。寬永2年（1625年），忠興將原本在山上的佐土原城轉移自山下的二之丸。
延寶4年8月11日（1676年9月18日），藩主島津忠高死去，其子萬吉丸由於剛出生不久，因此在江戶幕府的意向下於同年10月25日（11月30日）由忠高堂弟島津久壽繼位，直至萬吉丸15歲為止。貞享元年（1684年）11月，家老松木高清由於專橫跋扈，遭到薩摩藩處以閉門。貞享3年（1686年），島津光久捉拿松木，並且遣送至薩摩藩，然後在同年7月26日（9月13日）誅殺於松木邸內抵抗的48人（松木騷動）。元祿3年5月29日（1690年7月5日），島津惟久（萬吉丸）繼位，久壽則憑此功績獲分知3,000石，領有鹽路御洗手村、芳士村、島之內村和山崎村，以其官職名稱為式部少輔領。佐土原藩的藩領也因而減至27,070石左右，涵蓋那珂郡9,211石以及兒湯郡17,859石。
元祿12年（1699年），佐土原藩的藩主獲列為城主。天明2年（1782年）12月，佐土原藩受到災害影響，財政狀況愈見嚴峻，然而當時主理藩政的藩主島津久柄之弟島津久武以及村田八左衛門的綱紀卻有問題，弓場組的藩士趁兩人前往薩摩藩籌措參勤交代的資金時向久柄提出建議書，請求登庸久柄之兄島津久智以及伊集院吉左衛門獲接納，久武等人則被處以逼塞而失勢（天明騷動）。
文政6年（1823年）5月，佐土原藩以高薪登庸大坂的儒學家御牧赤報引起武道派的不滿。文政7年2月20日（1824年3月20日），篤好在鴫之口弓場觀看弓術射的會時遭到冷遇，文學派和武道派以此事為導火線展開全面抗爭。由於兩派均聚眾商討如何報復，因此各自的領袖也遭到閉門，然而效果不彰。文政8年（1825年）8月，在薩摩藩介入下，兩派總共45人被定罪，並且最終以文學派的勝利告終，同年9月22日以篤好為教授的藩校學習館完工。
慶應3年12月25日（1868年1月19日），江戶薩摩藩邸燒討事件爆發，佐土原藩上屋敷也同時被焚毀。戊辰戰爭爆發後，由於藩主島津忠寬熱衷勤王，因此佐土原藩也以倒幕為目標。慶應4年正月17日（1868年2月10日），佐土原藩出兵至桑名藩，在桑名藩投降後，與津藩、岡山藩、福岡藩一同在市川船橋之戰掃蕩敗走的幕府軍。其後，佐土原藩也有參與上野戰爭和飯能戰爭。在會津戰爭中，佐土原藩先後參與磐城之戰、二本松之戰和母成峠之戰等戰役，並且進攻會津城。
慶應4年9月，佐土原藩在秋田戰爭與庄內藩交戰。明治元年12月2日（1869年1月14日），佐土原藩凱旋至大雲院。翌年2月6日（1869年3月18日），忠寬憑戰功獲賜30,000石賞典祿，按行賞的順序來說，佐土原藩排在第六位，僅次於薩摩藩、長州藩、土佐藩、鳥取藩和大垣藩。同年9月28日（11月1日），佐土原藩派遣四名學生前往美國留學。明治3年2月16日（1870年3月17日），藩廳轉移至廣瀨同年8月28日（9月23日），再派四名學生留美。明治4年7月14日（1871年8月29日），廢藩置縣。

## 歷任藩主
| 家名   | 家格            | 名稱     | 石高     | 藩領                 |
| ------ | --------------- | -------- | -------- | -------------------- |
| 島津家 | 外樣            | 島津以久 | 30,070石 | 日向國那珂郡和兒湯郡 |
| 島津家 | 外樣            | 島津忠興 | 30,070石 | 日向國那珂郡和兒湯郡 |
| 島津家 | 外樣            | 島津久雄 | 30,070石 | 日向國那珂郡和兒湯郡 |
| 島津家 | 外樣            | 島津忠高 | 30,070石 | 日向國那珂郡和兒湯郡 |
| 島津家 | 外樣            | 島津久壽 | 30,070石 | 日向國那珂郡和兒湯郡 |
| 島津家 | 外樣↓ 外樣 城持 | 島津惟久 | 27,070石 | 日向國那珂郡和兒湯郡 |
| 島津家 | 外樣 城持       | 島津忠雅 | 27,070石 | 日向國那珂郡和兒湯郡 |
| 島津家 | 外樣 城持       | 島津久柄 | 27,070石 | 日向國那珂郡和兒湯郡 |
| 島津家 | 外樣 城持       | 島津忠持 | 27,070石 | 日向國那珂郡和兒湯郡 |
| 島津家 | 外樣 城持       | 島津忠徹 | 27,070石 | 日向國那珂郡和兒湯郡 |
| 島津家 | 外樣 城持       | 島津忠寬 | 27,070石 | 日向國那珂郡和兒湯郡 |

## 領地
| 都於郡院（300町）、三納（80町）、佐土原（80町）、那賀（80町）、廣原（120町）、新名爪（60町）、方時（芳士，12町）、石崎（12町）、志於地（鹽路，10町）、御手洗（10町）、新田（60町）、富田（80町）、山崎（9町）、廣瀨（6町）、袋（6町）、妻萬（30町）、平群（30町） |
| 總共979町 |

| 令制國 | 郡     | 領地                                                                         |
| ------ | ------ | ---------------------------------------------------------------------------- |
| 日向國 | 那珂郡 | 上田島、下田島、袋廣瀨、石崎、鹽路御手洗、山崎、上那珂、下那珂、廣原、新名爪 |
| 日向國 | 兒湯郡 | 山田、三才、荒武、妻萬、鹿野田、平郡、三納、加勢、藤田、富田、新田井倉       |

| 令制國 | 郡     | 領地                                                                                 |
| ------ | ------ | ------------------------------------------------------------------------------------ |
| 日向國 | 那珂郡 | 上田島村、下田島村、袋廣瀨村、石崎村、上那珂村、下那珂村、廣原村之內、新名爪村之內   |
| 日向國 | 兒湯郡 | 山田村、三財村、荒武村、妻萬村、鹿野田村、平郡村、三納村、加勢村、藤田村、新田伊倉村 |

| 令制國 | 郡     | 領地 |
| ------ | ------ | --- |
| 日向國 | 那珂郡 | 上田島村、下田島村、新名爪村、廣原村、下那珂村、東上那珂村、西上那珂村、芳士村、山崎村、鹽路村、島之內村                       |
| 日向國 | 兒湯郡 | 岩爪村、荒武村、山田村、上三財村、加勢村、三納村、平郡村、下三財村、藤田村、鹿野田村、妻村、伊倉村、新田村、上富田村、下富田村 |

## 註解
1. ↑  佐土原現為宮崎縣宮崎市佐土原町（日语：佐土原町）[1]。
2. ↑  現行對應地名如下：
  - 芝三田小山上屋敷現在位於東京都港區三田2丁目1−14[2]，大部分現為綱町三井俱樂部（日语：綱町三井倶楽部），一部分則是駐日奧地利大使館（日语：駐日オーストラリア大使館）[3]。
  - 芝新堀中屋敷現在位於港區芝3丁目[3]。
  - 芝白銀下屋敷現在位於港區白金4丁目[3]。
  - 土佐堀藏屋敷現在位於大阪府大阪市西區土佐堀（日语：土佐堀）3丁目和江戶堀（日语：江戸堀）2至3丁目一帶[4]。
  - 肥後町現為京都府京都市伏見區肥後町（日语：伏見市）[5]。
3. ↑  鹽路御手洗村、芳士村、島之內村和山崎村現為宮崎市鹽路、芳士、島之內（日语：住吉地域自治区）和山崎（日语：檍地域自治区）[1]。
4. ↑  鴫之口位於佐土原城附近[1]。
5. ↑  廣瀨現為宮崎市佐土原町（日语：佐土原町）下田島內[1]。

## 外部連結
- . kotobank （日语）.